# 韓国空港公社
韓国空港公社（かんこくくうこうこうしゃ、韓国語: 한국공항공사、英語: Korea Airports Corporation）は、仁川国際空港を除く（仁川国際空港の運営は、仁川国際空港公社である）、韓国内各空港の運営を主要業務とする大韓民国の企業である。

## 組織
- 戦略企画本部
- 運営支援本部
- 施設安全本部
- ソウル地域本部
- 釜山地域本部
- 済州地域本部
- 大邱支社
- 蔚山支社
- 清州支社
- 務安支社
- 光州支社
- 麗水支社
- 襄陽支社
- 浦項支社
- 泗川支社
- 群山支社
- 原州支社

## 歴史
- 1980年 国際空港管理公団設立、金浦国際空港運営開始。
- 1983年 金海国際空港運営開始。
- 1985年 済州国際空港運営開始。
- 1990年 韓国空港管理公団に改称、地方飛行場9箇所運営開始。
- 1991年 韓国空港公団に改称。
- 1992年 木浦支社、群山支社設立。
- 1997年 清州支社、原州支社設立。
- 2002年 韓国空港公社設立。
- 2002年 束草支社、江陵支社廃止・襄陽支社設立。
- 2005年 醴泉支社廃止。
- 2007年 木浦支社廃止・務安支社設立。
- 2010年 蔚珍飛行場運営開始。